# Хаген, Эрик
Э́рик Бьорнстад Ха́ген (норв. Erik Bjornstad Hagen; род. 20 июля 1975, Хёнефосс, Бускеруд) — норвежский футболист, завершивший игровую карьеру. Выступал на позиции центрального защитника. Известен по выступлениям за «Волеренгу» и «Зенит». Игрок национальной сборной Норвегии.

## Карьера
Дебютировал в сборной Норвегии в октябре 2004 года в матче против Шотландии.
В декабре 2004 года перешёл в «Зенит», стал первым норвежским футболистом в чемпионате России. С 2006 года — вице-капитан команды. Высокий и мощный, Хаген хорошо играл и на «втором» этаже, но скорость никогда не была для тяжёлого защитника его «коньком». В апреле-мае 2007 года — капитан команды. В чемпионате 2005 года получил 12 жёлтых карточек в 28 матчах. В конце января 2008 года был отдан в аренду в английский «Уиган Атлетик». После окончания аренды, Хаген не стал возвращаться в «Зенит», а перешёл в свой бывший клуб «Волеренга», из которого в 2004 году перешёл в «Зенит».
В августе 2011 года перешёл в клуб «Евнакер». В дебютной игре за клуб был удалён с поля, получив красную карточку за грубую игру. В сентябре одноклубником Эрика стал его брат-близнец Руне.
В апреле 2014 года в интервью норвежской прессе Хаген заявил, что игроки «Зенита» участвовали в договорных матчах. Позже он уточнил, что речь идёт о единственном матче в Кубке УЕФА против португальской «Витории».

Перед одной игрой было сказано, что мы должны скинуться по 3 тысячи долларов, и тогда мы победим. Я встал и сказал, что это грёбаная фигня, потому что мы и так сильнее соперника. Но все решили платить. Я тоже заплатил.

## Статистика

### Выступления за клубы
| Выступление      | Выступление      | Выступление      | Лига | Лига | Кубок | Кубок | Еврокубки | Еврокубки | Итого | Итого |
| Клуб             | Лига             | Сезон            | Игры | Голы | Игры  | Голы  | Игры      | Голы      | Игры  | Голы  |
| ---------------- | ---------------- | ---------------- | ---- | ---- | ----- | ----- | --------- | --------- | ----- | ----- |
| Зенит            | Премьер-лига     | 2005             | 28   | 0    | 5     | 0     | 8         | 0         | 41    | 0     |
| Зенит            | Премьер-лига     | 2006             | 24   | 3    | 5     | 0     | 5         | 0         | 34    | 3     |
| Зенит            | Премьер-лига     | 2007             | 15   | 0    | 5     | 0     | 4         | 1         | 24    | 1     |
| Зенит            | Итого            | Итого            | 67   | 3    | 15    | 0     | 17        | 1         | 99    | 4     |
| → Уиган Атлетик  | Премьер-лига     | 2007/08          | 1    | 0    | 0     | 0     | —         | —         | 1     | 0     |
| → Уиган Атлетик  | Итого            | Итого            | 1    | 0    | 0     | 0     | 0         | 0         | 1     | 0     |
| Всего за карьеру | Всего за карьеру | Всего за карьеру | 68   | 3    | 15    | 0     | 17        | 1         | 100   | 4     |

### Матчи Хагена за сборную Норвегии
| Матчи Хагена за сборную Норвегии | Матчи Хагена за сборную Норвегии | Матчи Хагена за сборную Норвегии | Матчи Хагена за сборную Норвегии | Матчи Хагена за сборную Норвегии | Матчи Хагена за сборную Норвегии |
| -------------------------------- | -------------------------------- | -------------------------------- | -------------------------------- | -------------------------------- | -------------------------------- |
| №                                | Дата                             | Соперник                         | Счёт                             | Голы Хагена                      | Соревнование                     |
| 1                                | 9 октября 2004                   | Шотландия                        | 1:0                              | —                                | Чемпионат мира 2006 (отбор)      |
| 2                                | 13 октября 2004                  | Словения                         | 3:0                              | —                                | Чемпионат мира 2006 (отбор)      |
| 3                                | 16 ноября 2004                   | Австралия                        | 2:2                              | —                                | Товарищеский матч                |
| 4                                | 9 февраля 2005                   | Мальта                           | 3:0                              | —                                | Товарищеский матч                |
| 5                                | 30 марта 2005                    | Молдова                          | 0:0                              | —                                | Чемпионат мира 2006 (отбор)      |
| 6                                | 4 июня 2005                      | Италия                           | 0:0                              | —                                | Чемпионат мира 2006 (отбор)      |
| 7                                | 17 августа 2005                  | Швейцария                        | 0:2                              | —                                | Товарищеский матч                |
| 8                                | 3 сентября 2005                  | Словения                         | 3:2                              | —                                | Чемпионат мира 2006 (отбор)      |
| 9                                | 8 октября 2005                   | Молдова                          | 1:0                              | —                                | Чемпионат мира 2006 (отбор)      |
| 10                               | 12 октября 2005                  | Беларусь                         | 1:0                              | —                                | Чемпионат мира 2006 (отбор)      |
| 11                               | 12 ноября 2005                   | Чехия                            | 0:1                              | —                                | Чемпионат мира 2006 (отбор)      |
| 12                               | 16 ноября 2005                   | Чехия                            | 0:1                              | —                                | Чемпионат мира 2006 (отбор)      |
| 13                               | 1 марта 2006                     | Сенегал                          | 1:2                              | 1                                | Товарищеский матч                |
| 14                               | 24 мая 2006                      | Парагвай                         | 2:2                              | —                                | Товарищеский матч                |
| 15                               | 16 августа 2006                  | Бразилия                         | 1:1                              | —                                | Товарищеский матч                |
| 16                               | 2 сентября 2006                  | Венгрия                          | 4:1                              | —                                | Чемпионат Европы 2008 (отбор)    |
| 17                               | 6 сентября 2006                  | Молдова                          | 2:0                              | —                                | Чемпионат Европы 2008 (отбор)    |
| 18                               | 7 октября 2006                   | Греция                           | 0:1                              | —                                | Чемпионат Европы 2008 (отбор)    |
| 19                               | 15 ноября 2006                   | Сербия                           | 1:1                              | —                                | Товарищеский матч                |
| 20                               | 7 февраля 2007                   | Хорватия                         | 1:2                              | —                                | Товарищеский матч                |
| 21                               | 24 марта 2007                    | Босния и Герцеговина             | 1:2                              | —                                | Чемпионат Европы 2008 (отбор)    |
| 22                               | 28 марта 2007                    | Турция                           | 2:2                              | —                                | Чемпионат Европы 2008 (отбор)    |
| 23                               | 2 июня 2007                      | Мальта                           | 4:0                              | —                                | Чемпионат Европы 2008 (отбор)    |
| 24                               | 6 июня 2007                      | Венгрия                          | 4:0                              | —                                | Чемпионат Европы 2008 (отбор)    |
| 25                               | 12 сентября 2007                 | Греция                           | 2:2                              | —                                | Чемпионат Европы 2008 (отбор)    |
| 26                               | 17 октября 2007                  | Босния и Герцеговина             | 2:0                              | 1                                | Чемпионат Европы 2008 (отбор)    |
| 27                               | 17 ноября 2007                   | Турция                           | 1:2                              | 1                                | Чемпионат Европы 2008 (отбор)    |
| 28                               | 21 ноября 2007                   | Мальта                           | 4:1                              | —                                | Чемпионат Европы 2008 (отбор)    |

Итого: 28 матчей / 3 гола; 12 побед, 8 ничьих, 8 поражений.

## Достижения
- Обладатель Кубка Норвегии: 2002
- Серебряный призёр чемпионата Норвегии: 2004
- Чемпион России: 2007

## Личная жизнь
Женат, дочь Марте.
Поклонник итальянского футбола. Болеет с детства за «Милан». Любимый игрок — Франко Барези.